# Större vitblärefly
Större vitblärefly (Hadena bicruris) är en fjärilsart som beskrevs av Hüfnagel 1766. Större vitblärefly ingår i släktet Hadena och familjen nattflyn. Arten är reproducerande i Sverige. Inga underarter finns listade i Catalogue of Life.